# Мадагаскарские удавы
Мадагаскарские удавы (лат. Acrantophis) — род змей подсемейства удавов. В роде два вида, населяющих острова Мадагаскар и Реюньон. Филогенетически наиболее близки к удавам Нового Света и некоторых тихоокеанских островов.
Длина тела составляет от 1,5 до 2,5 м. Кормятся птицами и небольшими млекопитающими. Рождают живых детёнышей. В помёте от 3 до 8 особей.
Оба вида включены в Красную книгу МСОП и Приложение 1 Конвенции о международной торговле. Они относятся к числу самых редких видов змей.

## Виды
Выделяют 2 вида мадагаскарских удавов:
- Acrantophis dumerili — Мадагаскарский удав Дюмериля
- Acrantophis madagascariensis — Мадагаскарский удав

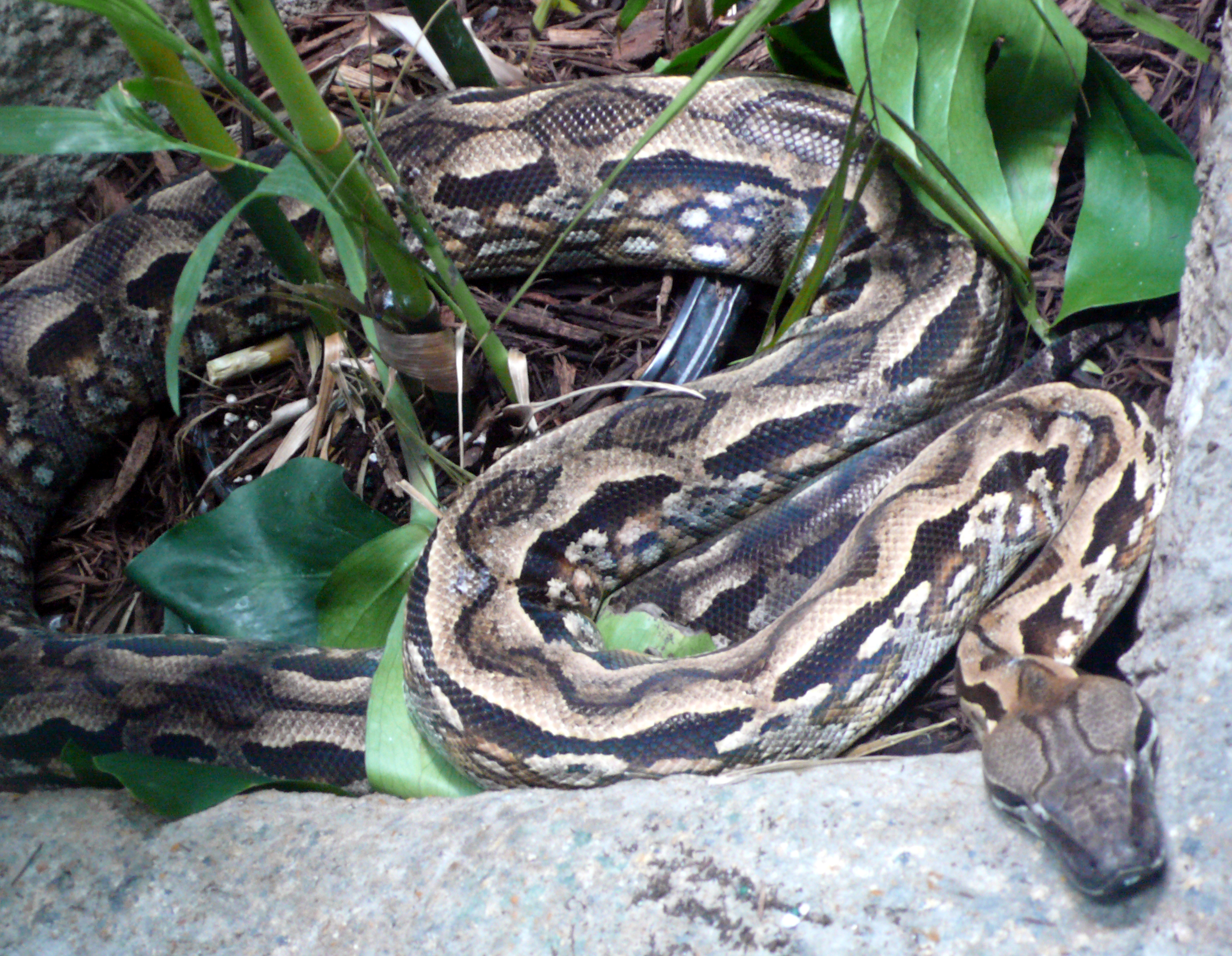
Мадагаскарский удав (Acrantophis madagascariensis)